# 拉里·卡萨诺夫
拉里·卡萨诺夫（英語：Larry Kasanoff，1959年—），美國极限娱乐集团董事长兼首席执行官。該集團旗下有极限娱乐、极限动漫（英語：Threshold Animation Studios）、黑带电视（英語：Blackbelt TV）三家子公司。极限娱乐集团的业务范围几乎涵盖娱乐业各个方面——影视、音乐制作、舞台剧、动画片、主题公园等等。

## 简介
卡萨诺夫出生于1959年，美国康奈尔大学学士、宾夕法尼亚大学沃顿商学院工商管理硕士。他担任制片人及执行制片人一共参与了200多部影视作品，包括两部票房第一的影片及一部收视率第一的电视系列和一部动画系列；他与迈克尔·杰克逊等著名音乐人合作，制作了多张白金唱片，他本人还担任导演和影视制作的现场指导。
卡萨诺夫曾担任影片《真实谎言》执行制片人。该影片由阿诺德·施瓦辛格主演，全球总票房达3.78亿美元。卡萨诺夫在获四项奥斯卡奖的影片《终结者2：审判日》影片中任制作、营销和宣传。卡萨诺夫曾与凯瑟琳·毕格罗、奥利佛·斯通等著名导演合作，他在电影制作方面筹集资金逾10亿美元。 
《真人快打》游戏风靡全球之后，卡萨诺夫参与制作了两部票房热门电影《真人快打》和《真人快打：淹没》。卡萨诺夫还担任执行制作人，参与了《真人快打》电视连续剧、动漫连续剧的创作与配乐，并将其改编为舞台剧在纽约无线电影城（Radio City）演出。目前《真人快打》系列特许营销累计约50亿美元。
卡萨洛夫在音乐制作领域曾与迈克尔·杰克逊、滚石乐队及迪克·克拉克等著名的音乐人合作制作唱片。他为《魔鬼终结者2》制作的歌曲居MTV当年销售榜首。1990年卡萨诺夫与加拿大导演詹姆斯·卡梅隆联合创建了光风暴娱乐公司（Lightstorm Entertainment）并任总裁，该公司出品的著名影片包括《泰坦尼克号》和《阿凡达》等。1996年卡萨诺夫独立创建了极限娱乐集团。
根据互联网电影数据库（IMDb）数据，卡萨诺夫曾担任多部影视作品和纪录片的制片人或执行制片人，他还担任过电影导演、编剧，偶尔也会出现在荧幕上出演角色。 

## 代表影视作品
- 1989年，《甜蜜的16岁》--- 执行制片人
- 1994年，《真实谎言》 --- 执行制片人
- 1995年，《末世纪暴潮》 --- 执行制片人
- 1995年，《真人快打》 --- 制片人
- 1996年，《真人快打：王者的守护者》--- 执行制片人
- 1997年，《格斗之王2》 --- 制片人
- 2010年，《乐高：古古治的冒险之旅》 --- 执行制片人
- 2012年，《乐高星球大战：帝国反击战》 --- 执行制片人
- 2012年，《食物大战》 --- 导演 编剧 制片人
- 2013年，《旋转摇滚（Rockin' Rounds）》电视节目 --- 执行制片人
- 2013年，《三轮大战（3 Rounds With）》电视节目 --- 执行制片人
- 2015年，《开心的日子（Mindfulness: Be Happy Now）》纪录片 --- 导演、制片人

## 公司旗下项目
极限动画工作室电脑制作的动画片《乐高星球大战：帝国罢工》曾获得2013年安妮奖最佳儿童电视制作提名。
极限娱乐公司旗下的黑带电视是一个体育和娱乐电视频道，覆盖全球67个国家，提供全天候拳击、泰拳等武术比赛及表演节目，亦播放影视剧、好莱坞名人新闻和电子游戏等节目。